# Carl Ulitzka
Carl Ulitzka (ur. 24 września 1873 roku w Jaroniowie (dziś dzielnica Baborowa) w powiecie głubczyckim na Górnym Śląsku, zm. 12 października 1953 roku w Berlinie) – ksiądz katolicki, polityk śląski i niemiecki, w latach 1918–1933 twórca i przewodniczący Katolickiej Partii Ludowej (Katholische Volkspartei) Górnego Śląska – odłamu niemieckiej katolickiej partii Centrum, w latach 1922–1933 przewodniczący pruskiego Wydziału Krajowego – faktyczny przywódca niemieckiej Prowincji Górnośląskiej, więzień nazistowskiego obozu koncentracyjnego Dachau, po II wojnie światowej współorganizator struktur CDU.

## Działalność
Carl Franz Ulitzka przyszedł na świat w powiecie głubczyckim. Jego nazwisko ma słowiański rodowód (niekiedy w polskojęzycznych tekstach prasowych dokonywano jego transkrypcji na „Uliczka”), lecz rodzina Ulitzków, jak zdecydowana większość mieszkańców powiatu głubczyckiego, była niemieckojęzyczna. Carl Ulitzka był absolwentem gimnazjum w Raciborzu. Następnie ukończył studia teologiczne we Wrocławiu i austriackim Grazu. 21 czerwca 1897 roku otrzymał święcenia kapłańskie. Posługę rozpoczął jako wikary w Kluczborku. Następnie kontynuował działalność wśród katolickiej diaspory w Brandenburgii, gdzie przyczynił się do wybudowania kościołów w Biesenthalu i Bernau bei Berlin. Wkrótce uzyskał godność proboszcza właśnie w Bernau bei Berlin pod Berlinem. 15 marca 1910 roku wrócił na Górny Śląsk, jako proboszcz w kościele św. Mikołaja w Raciborzu–Starej Wsi. Najprawdopodobniej dopiero tutaj nauczył się języka polskiego. Jako działacz niemieckiej-katolickiej partii Centrum (Zentrum) ks. proboszcz Carl Ulitzka uzyskał mandat radnego miasta Racibórz. Wkrótce został również liderem górnośląskiej organizacji tego ugrupowania. Po zakończeniu I wojny światowej w roku 1918, był przedstawicielem Górnego Śląska w niemieckiej delegacji na konferencji pokojowej w Paryżu. 5 grudnia 1918 roku na posiedzeniu wyborczym partii Centrum (Zentrum), jeden z liderów jej górnośląskiej organizacji, ks. Ludwig Skowronek przedstawił koncepcję utworzenia wyłonionej z Prus – autonomicznej Republiki Śląskiej w ramach państwowych Niemiec. Ks. proboszcz Carl Ulitzka z Raciborza był autorem podobnego pomysłu wyłączenia Prowincji Śląskiej z Prus i uczynienia z niej autonomicznego landu "Schlesien" na wzór Bawarii i Saksonii. 7 grudnia separatystyczne hasło „Schlesien den Schlesiern” (Śląsk Ślązakom), lansujące autonomizację Prowincji Śląskiej, ukazało się w „Neisser Zeitung”.

### Organizator konferencji kędzierzyńskiej
9 grudnia 1918 roku w Kędzierzynie odbyła się, zainicjowana przez Carla Ulitzkę, konferencja wszystkich partii politycznych, działających na Górnym Śląsku, z wyjątkiem niemieckiej skrajnej lewicy i zwolenników Korfantego. Delegaci pierwotnie ustalili utworzenie "tymczasowego niezależnego państwa górnośląskiego", do czasu ustalenia przynależności państwowej Górnego Śląska w traktacie pokojowym. Zdecydowanie sprzeciwił się temu Komitet Górnośląski, którego lider Ewald Latacz ogłosił tam rezolucję utworzenia niepodległej i neutralnej Republiki Górnośląskiej. Rezolucję Kędzierzyńską poparli od razu czołowi politycy górnośląskiego Centrum m.in. poseł Franz Erhardt z Katowic. Przedstawiciele wszystkich obecnych partii utworzyli Komisję Śląską pod przewodnictwem landrata rybnickiego Hansa Lukaschka z katolickiej partii Centrum, która podjęła się uzupełnić Komitet Górnośląski oraz "separatystyczne wizje na Górnym Śląsku koordynować i rozpowszechniać". Początkowo także Carl Ulitzka popierał tę ideę.

### Przywódca Katolickiej Partii Ludowej
16 grudnia 1918 roku na zebraniu mężów zaufania górnośląskiej organizacji katolickiej partii Centrum (Zentrum) podjęto uchwałę o oderwaniu się od śląskiego zarządu prowincjonalnego tej partii we Wrocławiu i utworzeniu Katolickiej Partii Ludowej (Katholische Volkspartei) Górnego Śląska, nadal jednak ściśle związanej z zarządem głównym partii Centrum (Zentrum). W ten sposób przewodniczący komitetu wyborczego partii w powiecie raciborskim – ks. Carl Ulitzka został wówczas tymczasowym przewodniczącym wprawdzie nadal niemieckiej, lecz pozornie odrębnej już od ogólnoniemieckiego Centrum, organizacji górnośląskiej – Katolickiej Partii Ludowej (Katholische Volkspartei) Górnego Śląska. Partia popierała autonomizację Górnego Śląska w ogólnych ramach niemieckiej państwowości, lansowaną przez grupę Hansa Lukaschka, która w drugiej połowie grudnia odłączyła się od Komitetu Górnośląskiego (Oberschlesische Komitee). Pod wodzą Carla Ulitzki górnośląski odłam partii Centrum (Zentrum), radykalnie zmienił swoje oblicze. W cień odeszli dotychczasowi przywódcy, wywodzący się z górnośląskiej szlachty, którzy do końca pozostali wierni monarchii Hohenzollernów. Na czoło partii wysunęli się natomiast republikańscy reformatorzy, uznawani za lewicę na łonie konserwatystów. 19 stycznia 1919 roku Carl Ulitzka jako lider 70-tysięcznej, górnośląskiej, Katolickiej Partii Ludowej (Katholische Volkspartei) został wybrany posłem w Weimarskim Zgromadzeniu Narodowym. Na początku roku 1919 brał udział w utworzeniu Zjednoczonych Związków Górnoślązaków Wiernych Ojczyźnie (Vereinigte Verbände Heimattreuer Oberschlesier), których głównym zadaniem była niemiecka propaganda plebiscytowa.

### Zwolennik niepodległości
Górnośląscy centrowcy nadal brali pod uwagę opcję niepodległego państwa Górny Śląsk. Latem roku 1919 sam Carl Ulitzka odbył podróże dyplomatyczne do Paryża, Londynu i Rzymu w sprawie niepodległości Górnego Śląska. Gdy jednak jego próby zakończyły się fiaskiem, zaczął ostro krytykować opcję niepodległościową, jako "utopię, niemożliwą do zrealizowania". Odtąd również sama Katolicka Partia Ludowa (Katholische Volkspartei) jednoznacznie namawiała Górnoślązaków do głosowania za Niemcami, w których granicach Górny Śląsk w międzyczasie uzyskał rangę odrębnej od Wrocławia pruskiej prowincji, a wskutek późniejszego referendum miał zostać wyłączony z Prus, by stać się pełnoprawnym krajem związkowym Rzeszy. 10 września 1919 roku KVP zorganizowała półoficjalną konferencję programową w Kędzierzynie. Z inicjatywy zarządu podjęto tam bez zastrzeżeń rezolucję o utrzymaniu statusu Górnego Śląska, jako spornego regionu przy Niemczech. Carl Ulitzka faworyzował model autonomii, który zasygnalizował na zakończenie konferencji, a jednocześnie bronił dobrych stosunków ze zwolennikami niepodległości skupionymi w Związku Górnoślązaków-Bund der Oberschlesier, wskutek czego wraz z władzami, reprezentującymi jego kierunek był oskarżany o separatyzm. Zarzuty posunęły się wówczas nawet do "zdrady ojczyzny". W wyniku tego działacze grupy miejscowej Bytom, będący w opozycji do posła Józefa Musioła, utworzyli Niemiecką Katolicką Partię Ludową (Deutsche Katholische Volkspartei). Na czele tego lokalnego, bytomskiego ugrupowania stanął Galluschek, który zdecydowanie odciął się od ks. Ulitzki, tolerującego działalność separatystów. Ogłosił on postulat pozostania Prowincji Górnośląskiej w dotychczasowych granicach państwowych oraz skrytykował ks. Carla Ulitzkę i jego partyjnych kolegów, ogłaszając ich "zdrajcami niemczyzny". Carl Ulitzka odpierał ataki, stwierdzając iż działalność "wolnokrajowców" skutecznie osłabia obóz polski. Z powodu veta, otwarcie sprzyjającego Polakom francuskiego gen. Henri Le Ronda – przewodniczącego Komisji Międzysojuszniczej w Opolu, popularny wśród ludności górnośląskiej lider KVP nie został niemieckim komisarzem plebiscytowym. W tej sytuacji funkcję tę objął liberał Kurt Urbanek – burmistrz Rozbarku z ramienia Niemieckiej Partii Demokratycznej (DDP).

### Górnośląski autonomista
2 stycznia 1920 roku w katowickiej "Reichshalle" odbyło się otwarte zebranie Katholische Volkspartei (KVP), dotyczące kwestii górnośląskiej. Główne przemówienie wygłosił tam przewodniczący partii – ks. Carl Ulitzka, w którym zawarł swą polityczną dewizę: My nie jesteśmy szowinistami, lecz tym co świadczy o ludzkim charakterze lub braku silnego charakteru jest wierność, a ta wierność właśnie teraz wiąże nas z niemiecką Rzeszą i narodem. 26 września 1920 roku 300 delegatów wzięło udział w zjeździe KVP w Gliwicach. W czasie debaty dwaj "wolnokrajowcy" (ZG-BdO) z Bytomia wśród siedmiu członków partyjnego zarządu Józef Musioł i Henryk Skowronek stwierdzili, że przewodniczący Ulitzka ma w kwestii górnośląskiej ciągle własną politykę, przez którą stracił "zaufanie partyjnej większości". W tej sytuacji Carl Ulitzka ustąpił ze stanowiska przewodniczącego, jednocześnie poddając obecny zarząd partii głosowaniu o votum zaufania. Wynik głosowania przekroczył najśmielsze oczekiwania samego skrzydła Ulitzki. Nawet bytomska opozycja ("wolnokrajowcy") złamała swą taktyczną strategię i jednomyślnie przyłączyła się do szerokiego frontu, głosującego za votum zaufania dla dotychczasowego zarządu (w którym dwa spośród siedmiu miejsc należały do "wolnokrajowców"). Latem 1920 roku – jak stwierdził niemiecki badacz Guido Hitze – we wszystkich politycznych obozach, jasna stała się potrzeba przyznania Górnemu Śląskowi autonomii, a "każde ociągnie się lub podwójna interpretacja Berlina, stanowi wodę na młyn nie tylko dla Polaków, lecz również dla orędowników niepodległego państwa, mogąc spowodować nieprzewidywalne skutki" – jak pisano w raporcie dla kancelarii Rzeszy. Stąd podczas sprawozdania polityki władz górnośląskiego Centrum, wychwalano oficjalną autonomistyczną koncepcję Ulitzki, reprezentującego niemieckie interesy, jako przeciwstawiającą się separatystycznym koncepcjom wolnego państwa. 18 października 1920 roku w artykule na łamach „Rundschau” (nr 244) Ulitzka, ostro krytykując koncepcję niepodległości Górnego Śląska napisał, że plany Związku Górnoślązaków-Bund der Oberschlesier są "utopijne i niemożliwe do wprowadzenia". Od końca 1920 roku nasiliła się propaganda Związku Górnoślązaków-Bund der Oberschlesier, by bezpośrednio przed plebiscytem osiągnąć apogeum. Działalność bytomskich "wolnokrajowców" w ramach KVP narażała partię na niebezpieczeństwo rozłamu i szkodziła jej wizerunkowi wśród niemieckiej opinii publicznej.
W lutym 1921 roku Carl Ulitzka usunął z zarządu Katolickiej Partii Ludowej (Katholische Volkspartei) jej bytomskiego posła Józefa Musioła, będącego wiceliderem Związku Górnoślązaków-Bund der Oberschlesier. Carl Ulitzka powołał się tu na zarzuty prasy niemieckiej, która jednoznacznie twierdziła, iż Musioł dąży do oderwania Górnego Śląska od Niemiec, gdyż sprzedał się Polakom. Tygodnik „Bund-Związek” – organ (ZG-BdO nie omieszkał skrytykować lidera Katolickiej Partii Ludowej (Katholische Volkspartei), któremu już wcześniej nie szczędził wyrzutów za zwalczanie idei "wolnokrajowców". Ze względu na plebiscyt na Górnym Śląsku Carl Ulitzka powstrzymał się od bardziej drastycznych kroków. Dzięki temu kilka dni przed samym plebiscytem kierownik propagandy Związku Górnoślązaków-Bund der Oberschlesier, poseł Józef Musioł – jako członek KVP – publicznie poparł opcję niemiecką, nie narzucając jednak tego zdania zwolennikom niepodległości. Sytuacja zmieniła się w kwietniu, gdy liderzy Katolickiej Partii Ludowej (Katholische Volkspartei) wraz z wszystkimi innymi partiami niemieckimi, powołując się na zdecydowane (59,6%) zwycięstwo plebiscytowe, żądali pozostawienia całego terytorium plebiscytowego w granicach Niemiec. Natomiast członkowie zarządu bytomskiej grupy miejscowej tej samej Katolickiej Partii Ludowej (KVP): poseł Józef Musioł i Henryk Skowronek, będący równocześnie czołowymi działaczami Związku Górnoślązaków-Bund der Oberschlesier, powołując się na znaczne wymieszanie głosów, domagali się utworzenia niepodległego państwa górnośląskiego. Jak donosiła „Germania” nr 228 (2.05.1921), uchwałą zarządu KVP z kwietnia 1921 roku, Józefa Musioła i Henryka Skowronka usunięto z szeregów partii, a nową grupę miejscową Bytom, miał utworzyć, wywodzący się z Raciborza, poseł Reichstagu – Konstantin Zawadski, jako tymczasowy przewodniczący grupy. W lipcu 1921 po zakończeniu III powstania śląskiego, jasne się stało, że alianci dokonają podziału spornego terytorium. 26 września 1921 roku odbyła się konferencja Katolickiej Partii Ludowej (Katholische Volkspartei), podczas której postulowano utworzenie autonomicznego kraju górnośląskiego w ramach Rzeszy z terenów które pozostaną w jej granicach. Ulitzka i Erhardt pod hasłem „Górny Śląsk dla Górnoślązaków” obstawali przy wyłączeniu Prowincji Górnośląskiej z Prus i utworzeniu z niej autonomicznego państwa związkowego Rzeszy. Jednak ich partyjni koledzy po burzliwych latach 1918–1921 chcieli już tylko spokoju i obawiali się, że wyłączenie z Prus dodatkowo osłabi okrojoną prowincję. Ta różnica zdań omal nie doprowadziła do rozłamu na łonie górnośląskiego Centrum, sytuację uratował dopiero kompromis z Prusami. Kompromisowy układ z pruskim Landtagiem rozszerzył autonomię prowincjonalną o gwarancje swobód kulturalnych, wyznaniowych i językowych oraz przyznawał Prowincji Górnośląskiej samorząd w dziedzinach opieki społecznej i komunikacji, a także zapewnił jej władzom samorządowym głos w sprawie obsady stanowisk administracji państwowej na niemieckim Górnym Śląsku.

### Przywódca Prowincji Górnośląskiej
W miesiąc po objęciu podzielonych terenów plebiscytowych przez Niemcy i Polskę, 18 lipca 1922 roku na zjeździe tej partii w Prudniku, uznano okrojoną Prowincję Górnośląską za zbyt słabą, by pretendowała do statusu kraju związkowego Rzeszy, popierając pozostawienie jej w "pruskim związku państwowym". 27 grudnia 1921 roku odbył się zjazd w Katowicach, podczas którego powołano do życia całkowicie odrębną od Partii Centrum – Katolicką Partię Ludową (Katolische Volkspartei), która pod przywództwem Thomasa Szczeponika, działała na terenie województwa śląskiego w granicach Polski. Natomiast na terenie niemieckiej Prowincji Górnośląskiej, Carl Ulitzka działał na rzecz wzmocnienia tożsamości narodowej polskojęzycznych Górnoślązaków, chcąc przemienić ich tym sposobem w lojalnych obywateli niemieckich na wzór Serbołużyczan. Propagował więc polskie szkolnictwo mniejszościowe, polskojęzyczne nauczanie religii i duszpasterstwo, a nawet nauczanie polskiego, jako ojczystego w niemieckich szkołach publicznych. Stwierdził, że konflikt na Górnym Śląsku nie ma podłoża narodowego, lecz socjalne, językowe i kulturowe. Liberalna polityka językowo-kulturowa władz Prowincji Górnośląskiej skutecznie osłabiła pozycję polityczną obozu polskiego w niemieckiej części Górnego Śląska. Spośród 550–600 tys. Ślązaków, 330 tys. używało języka polskiego, natomiast najwyżej 160 tys. z nich deklarowało się jako Polacy, co nie przekładało się jednak na ich wybory polityczne. Górnośląska sekcja Związku Polaków w Niemczech liczyła 7 tys. osób (1923, 6 tys. – 1930).
W roku 1923 nadprezydentem Prowincji Górnośląskiej został Alfons Proske, górnośląskim starostą krajowym (Landshauptman) Hans Piontek, zaś Carl Ulitzka – przewodniczącym Wydziału Krajowego. Liczącą się pozycję miał także przyjaciel Ulitzki – nadburmistrz Raciborza – Adolf Kaschny. Od pierwszych członów ich nazwisk (PROske, PIontek, ULitzka, KAschny) Prowincję Górnośląską żartobliwie nazywano Provinz „Propiulka”, zaś samego Ulitzkę i jego najbliższych współpracowników "królem ze swoimi arcyksiążętami".
Po likwidacji organu prasowego Bund der Oberschlesier-Związku Górnoślązaków, jego główne hasła „Oberschlesien für Oberschlesier” (Górny Śląsk dla Górnoślązaków) i „Freistaat Oberschlesien” (Wolne Państwo Górny Śląsk), czyli postulat połączenia ziem niemieckiej Prowincji Górnośląskiej i polskiego Województwa Śląskiego, w ramach niepodległego państwa przejęła właśnie Katholische Volkspartei (Katolicka Partia Ludowa) z ks. prałatem Carlem Ulitzką – jej przewodniczącym oraz przywróconym na łono partii Heinrichem Skowronkiem na czele. Obydwu polityków w roku 1923 ostro skrytykowała za to prasa niemiecka. Carl Ulitzka oficjalnie tłumaczył, że hasło to oznacza jedynie postulat autonomii niemieckiej Prowincji Górnośląskiej. Jednak jeszcze podczas kampanii referendalnej w roku 1922 Carl Ulitzka jednoznacznie stwierdził, zgodnie z ustaleniami zjazdu w Prudniku, że postulat autonomii wskutek podziału terenów plebiscytowych stracił rację bytu. Natomiast z meldunku Komendy Powiatowej Policji w Katowicach (19.06.1926 roku) wynika, że Carl Ulitzka utrzymywał kontakty z liderem górnośląskich separatystów na terytorium polskiego Województwa Śląskiego – Janem Kustosem. Uprawdopodobnia to zarzuty polskiej i niemieckiej prasy, że Carl Ulitzka i Jan Kustos dążyli do utworzenia niepodległego państwa górnośląskiego, mającego powstać z obydwu części podzielonego Górnego Śląska. Zdaje się je także potwierdzać poparcie Jana Kustosa dla działaczy Katholische Volkspartei – Thomasa Szczeponika i Eduarda Panta na terenie Województwa Śląskiego. Natomiast dążenia do zjednoczenia Górnego Śląska często przewijały się również w ówczesnych wypowiedziach Ulitzki. Jak pisze Guido Hitze w biografii Ulitzki – "przyświecał mu tylko jeden cel – ponowne zjednoczenie ojczyzny". Równolegle Carl Ulitzka skutecznie zadbał o dofinansowanie Prowincji Górnośląskiej z budżetów Prus i Rzeszy, przedstawiając berlińskim politykom obraz Górnego Śląska, jako "zagrożonego bastionu niemczyzny na wschodzie". Dzięki jego polityce pozostała w państwie niemieckim Prowincja Górnośląska uporała się ze swoimi problemami i rozpoczęła dynamiczny rozkwit gospodarczy. Tymczasem niemieccy szowiniści coraz skuteczniej głosili radykalną politykę destrukcji praw mniejszości narodowych, jednocześnie systematycznie oczerniali Ulitzkę, rujnując jego reputację. Wkrótce również KPD otwarcie przystąpiła do radykalnego antypolskiego obozu, stawiając górnośląskie Centrum z jego równouprawnieniem narodowościowym, w opozycji do całej lewicy i prawicy. Centrowcy, manifestujący poparcie dla praw polskojęzycznych Ślązaków i górnośląskich Polaków, pozostali więc samotni na szerokiej niwie politycznej.

### Sterroryzowany przez nazistów
W roku 1933, po przejęciu władzy w Niemczech przez NSDAP pod wodzą Adolfa Hitlera, politycy centrowi zostali usunięci w cień. Dotąd Carl Ulitzka nieprzerwanie sprawował mandat górnośląskiego posła w Reichstagu, a jego ugrupowanie otrzymywało głosy niemal połowy wyborców na terenie Prowincji Górnośląskiej. W kwietniu 1934 roku nazistowskie władze Niemiec połączyły prezydia Dolnego i Górnego Śląska, likwidując tym samym autonomiczny status Prowincji Górnośląskiej, która wróciła do rangi Rejencji Opolskiej. Jeszcze w roku 1933 Carl Ulitzka odczuł brutalność nowych władz, gdy został napadnięty i pobity w Gliwicach, a następnie na krótko aresztowany. 20 maja 1935 roku Carl Ulitzka w odpowiedzi udzielonej berlińskiemu politologowi Kurtowi Wittowi napisał: Centrum nigdy nie dążyło do Wolnego Państwa Górnośląskiego oderwanego od Rzeszy Niemieckiej. Prawdopodobnie również przy Centrum – ale nie w nim samym – działały osobistości, dla których największym niebezpieczeństwem było zagrożenie ze strony Polski pod dyktatem Ententy. Rozważały one możliwość utworzenia Wolnego Państwa Górnośląskiego, ponieważ takie rozwiązanie wydawało im się mniejszym złem w porównaniu z bezwarunkowym przyłączeniem Górnego Śląska do Polski […] Nigdy jednak znaczącego odzewu nie zdobyły. Carl Ulitzka celowo mijał się z prawdą w wypowiedzi udzielonej już w czasach rządów nazistów. Do połowy 1919 roku sam zabiegał na drodze dyplomatycznej o niepodległość Górnego Śląska, później tę ideę oficjalnie propagowali dwaj członkowie zarządu górnośląskiego Centrum – Józef Musioł i Henryk Skowronek, posiadając poparcie partyjnych kolegów, zwłaszcza w grupie miejscowej Bytom. 15 lipca 1937 roku wygasła 15-letnia Konwencja Górnośląska podpisana pod naciskiem aliantów w Genewie przez przedstawicieli Polski i Niemiec. Wówczas raciborski proboszcz Carl Ulitzka bez oglądania się na konsekwencje stanął w obronie języka polskiego, a także nadal wygłaszał dwujęzyczne kazania, za co został kilkakrotnie dotkliwie pobity przez bojówki SA. 5 lipca 1939 roku Carl Ulitzka otrzymał urzędowe zawiadomienie władz Prowincji Śląskiej i Rejencji Opawskiej. Pismo datowane na 4 lipca 1939 roku, a przygotowane i podpisane osobiście przez gauleitera Wagnera 28 czerwca, zabraniało Carlowi Ulitzce pobytu na całym obrębie obowiązywania tego dokumentu od dnia 11 lipca 1939 roku. Pod przymusem przeniósł się on do Berlina. 20 lipca 1944 roku w kwaterze głównej "Wilczy Szaniec" w Prusach Wschodnich dokonano nieudanego zamachu na Hitlera. Nazajutrz gestapo rozpoczęło krwawą rozprawę z jego organizatorami, a wkrótce również zajęło się pozostałymi opozycjonistami. Carl Ulitzka został aresztowany 28 października 1944 roku, a na początku listopada również odizolowany. 21 listopada został przewieziony do obozu koncentracyjnego w Dachau.

### Kres działalności

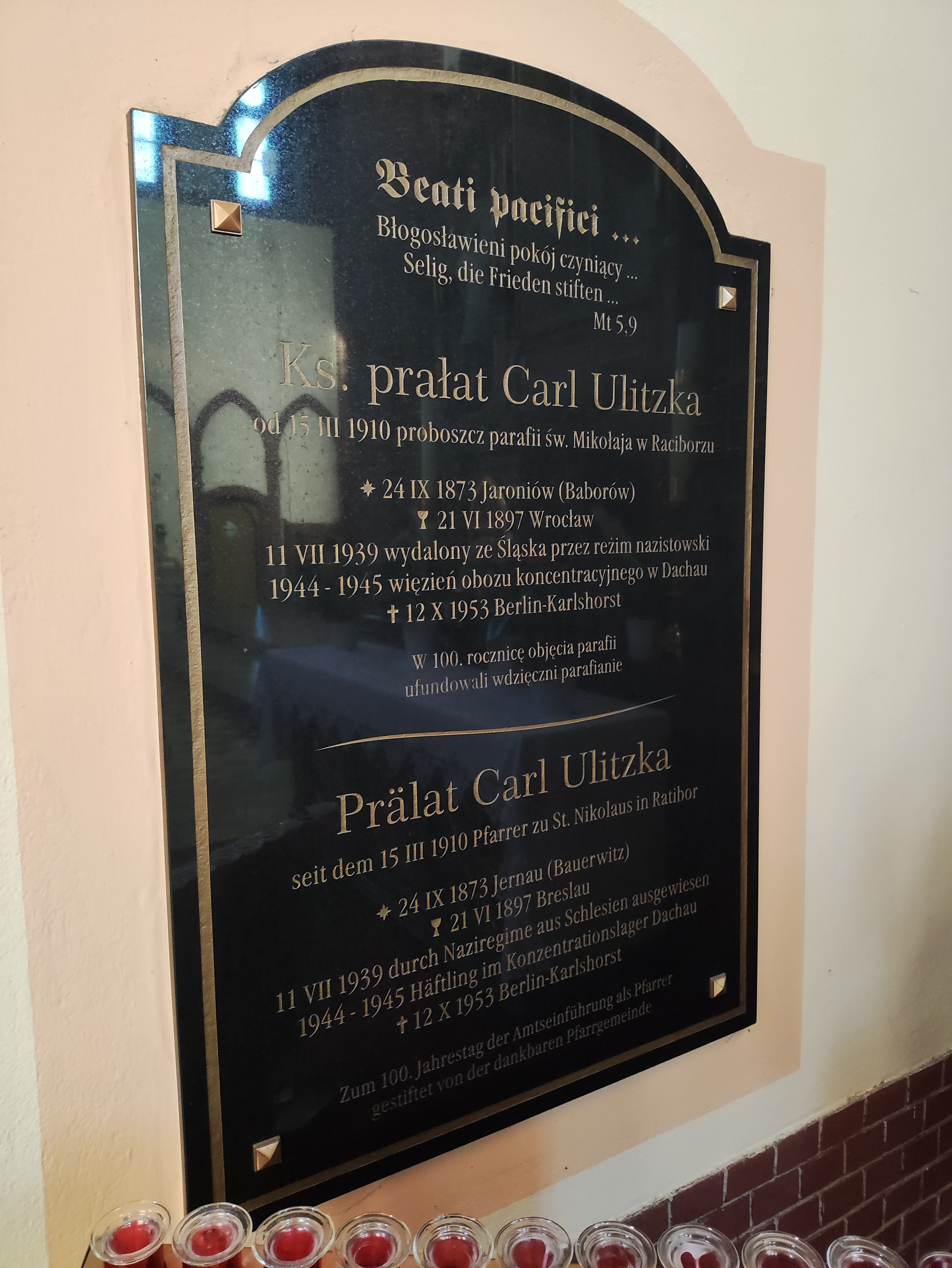
Tablica pamiątkowa w kościele pw. św. Mikołaja w Raciborzu

Po oswobodzeniu tego obozu przez wojska alianckie ks. Carl Ulitzka przebywał w Ingolstadt, gdzie opiekował się Polakami – byłymi więźniami obozów koncentracyjnych. Tam zastało go zakończenie II wojny światowej. W sierpniu 1945 wrócił na ojczysty Górny Śląsk, ponownie obejmując stanowisko proboszcza w Raciborzu-Starej Wsi, by po tygodniu z powodu szykan i gróźb mordu ponownie wyemigrować. Sam uznawał za "tragikomiczny przypadek" fakt, że ci, o prawa których walczył i wstawiał się za nimi, uczynili mu tę samą krzywdę i cierpienie, których doświadczył z powodu tego wstawiennictwa od ich wrogów: wygnanie z ojczyzny. Jak pisze Guido Hitze – niemieccy szowiniści uważali go za "przyjaciela Polaków", a tak samo szowinistyczni Polacy za "wroga Polaków". Gdy przybył do Berlina odrzucił propozycje objęcia stanowisk politycznych. Współtworzył wprawdzie CDU, lecz skoncentrował się wyłącznie na pomocy dla wygnanych z ojczyzny Górnoślązaków oraz kwestii rewizji krzywdzącej – jego zdaniem – granicy na Odrze i Nysie Łużyckiej. Swoim osobistym wysiłkiem pomógł wielu wypędzonym Górnoślązakom "w budowie nowego domu na obczyźnie". W toku Konferencji Moskiewskiej i podczas następnej, odbytej w listopadzie 1947 roku w Londynie, alianci stanowczo stwierdzili, że kwestia powrotu terenów wschodnich do Niemiec już nigdy nie będzie rozpatrywana.
Wówczas Carl Ulitzka usiłował przywrócić plan neutralizacji Śląska, jako strefy osadnictwa dla Polaków i Niemców na historycznym terytorium Śląska, znajdującego się pod międzysojuszniczą administracją. Energiczne kroki w kierunku realizacji tej opcji podjęli były nadburmistrz Raciborza – Adolf Kaschny i długoletni wydawca czasopisma kulturalnego "Der Oberschlesier" – Karl Schodrok. 7 marca 1947 roku Carl Ulitzka otrzymał pismo, w którym Schodrok przedstawiał Śląsk, jako przyszłą "wschodnioeuropejską Szwajcarię". 23 maja 1947 roku Adolf Kaschny w liście do Carla Ulitzki pisał: Widać jak na dłoni, że jestem na bardziej poufałej stopie z dr. Adenauerem, z którym wcześniej współpracowałem w pruskiej Radzie Państwa, jak również w zarządzie Związku Niemieckich Miast, niż z kimkolwiek innym na obcym dla mnie do dziś zachodzie Niemiec […] Jednak można się obawiać, że Adenauer nie będzie gotowy na porzucenie interesów Zachodnich Niemiec, by np. Zagłębie Ruhry pod rosyjską kontrolę oddać, w zamian za kompromis w sprawie międzynarodowej kontroli Śląska. Współczesny biograf Ulitzki – Guido Hitze podsumował te dążenia następująco: Paradoksalnie opcja Carla Ulitzki w sprawie instytucjonalizacji całego Śląska, jako buforowego państwa pomiędzy Polską, a Niemcami, pod międzynarodowym zarządem, był powrotem do politycznej koncepcji prześladującej go i kategorycznie zwalczanej ćwierćwiecze wcześniej w kwestii Górnego Śląska. Alianci jednak nie mieli ochoty na powtarzanie eksperymentu "wolnego miasta" Gdańsk. Ks. prałat Carl Ulitzka zmarł w Berlinie 12 października 1953 roku. Wskutek braku możliwości realizacji jego życzenia, by został pochowany na ojczystej górnośląskiej ziemi, jego pogrzeb odbył się tydzień później na cmentarzu ewangelickim w Berlinie-Karlhorst.